# Victor Hugues
Pour les articles homonymes, voir Hugues.
Jean-Baptiste Victor Hugues (parfois orthographié Hughes), né à Marseille le 21 juillet 1762 et mort à Cayenne le 11 août 1826, est un administrateur colonial français qui gouverna la Guadeloupe de 1794 à 1798, puis la Guyane de 1799 à 1809.
En tant qu'administrateur français dans les colonies, il participe à l'application de l'abolition de l'esclavage à la Guadeloupe, puis à son rétablissement en Guyane. Il est aussi le propriétaire d'une importante plantation esclavagiste en Guyane.

## Biographie

### Enfance et jeunesse

#### Riche famille bourgeoise

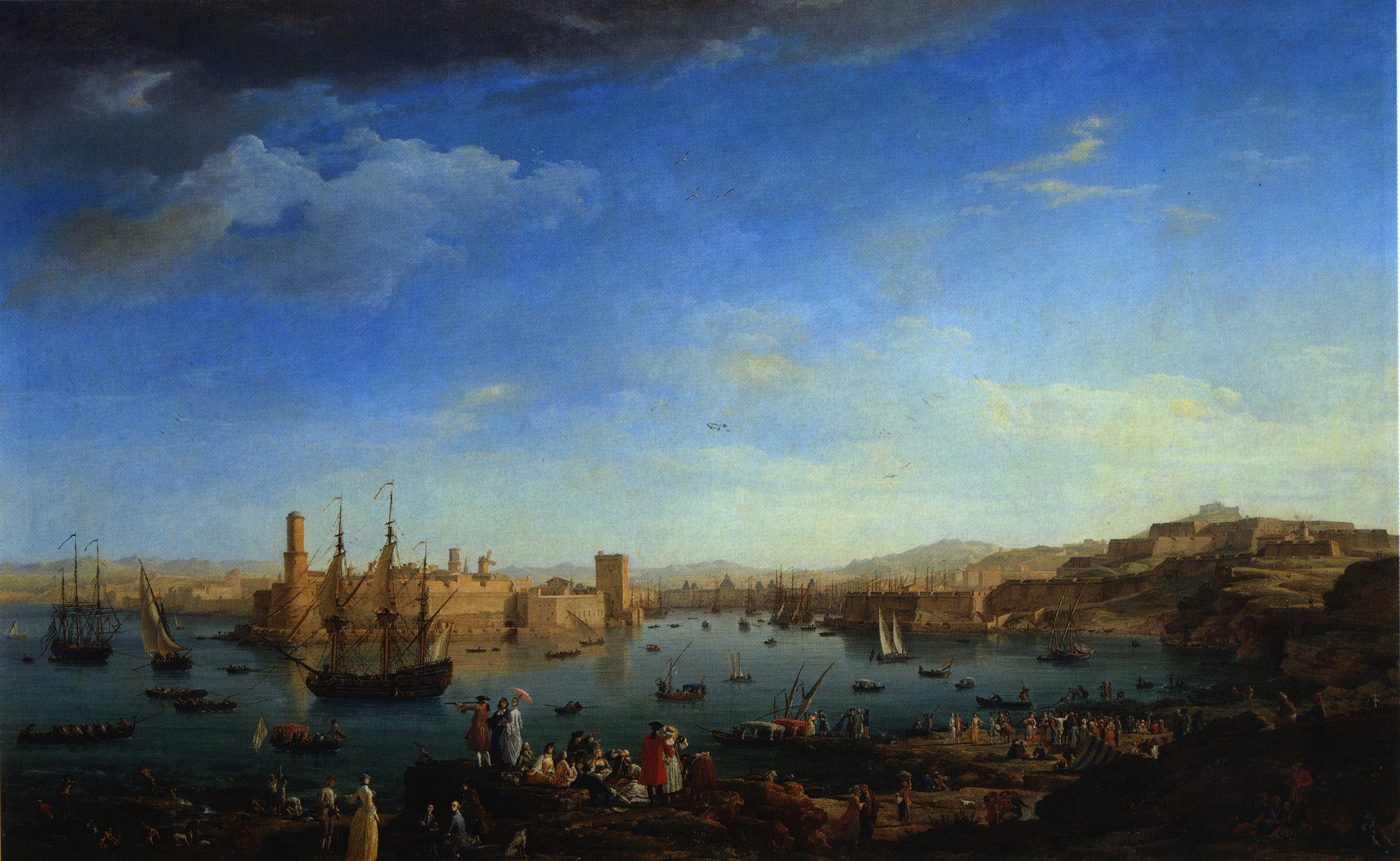
L'Entrée du port de Marseille par Claude Joseph Vernet (1754).

Né dans une famille de la riche bourgeoisie marseillaise, il est le fils de Jean-François Hugues (1725-1789), un marchand quincaillier, et Catherine Fodrin (1729-1822), elle-même issue d'une lignée de négociants en soieries de Saint-Étienne.

#### Marin puis colon
À 14 ans, il s'engage comme mousse, poussé par le négociant Barthélémy Gasquy (1754-1801), marié à sa cousine germaine Benoîte Fodrin, qui possédait des intérêts dans le négoce à Saint-Domingue. Victor Hugues s'établit ensuite dans cette colonie, et réside chez son oncle esclavagiste aux Cayes de Jacmel, avant de devenir commerçant à Port-au-Prince.

### Le révolutionnaire
À Saint-Domingue, il devient franc-maçon, et imprime un journal aux accents révolutionnaires dès les débuts de la Révolution.
Pendant le soulèvement des esclaves à Saint-Domingue en 1791, il perd sa fortune et son frère, et rentre en métropole.
À Paris, Victor Hugues s'intègre aux milieux jacobins par l'intermédiaire des loges maçonniques. En 1793, il est nommé accusateur public au tribunal révolutionnaire de Rochefort puis de Brest.
Il est désigné par la suite commissaire de la République à la Guadeloupe par la Convention nationale en 1794. Victor Hugues est chargé de récupérer l'île aux Britannique et y faire appliquer le décret du 4 février 1794 qui abolit l'esclavage dans toutes les colonies françaises.

### Le vainqueur des Britanniques en Guadeloupe
Le 19 février 1793,, le traité de Whitehall, signé à Londres entre la Couronne britannique et les grands planteurs de l'île de la Martinique et de Saint-Domingue, leur permet d'échapper à la Révolution française.
Puis, le 11 avril 1793, les forces armées britanniques débarquent au Gosier. Le 20 avril, le gouverneur Victor Collot capitule face au général britannique Thomas Dundas qui s'empare de l'île, après l'attaque du fort Fleur d'épée, occupé en majeure partie par des Noirs et gens de couleur. Tous sont tués. Les colons émigrés rentrés avec les Britanniques lancent immédiatement des représailles contre les Républicains.

Le 7 mai marque le départ pour Pointe-à-Pitre de Victor Hugues et de ses mille hommes. Victor Hugues n’a pas été choisi au hasard : son passé en tant que marin en fait un homme tout désigné pour défendre les idées révolutionnaires dans les colonies[réf. nécessaire].

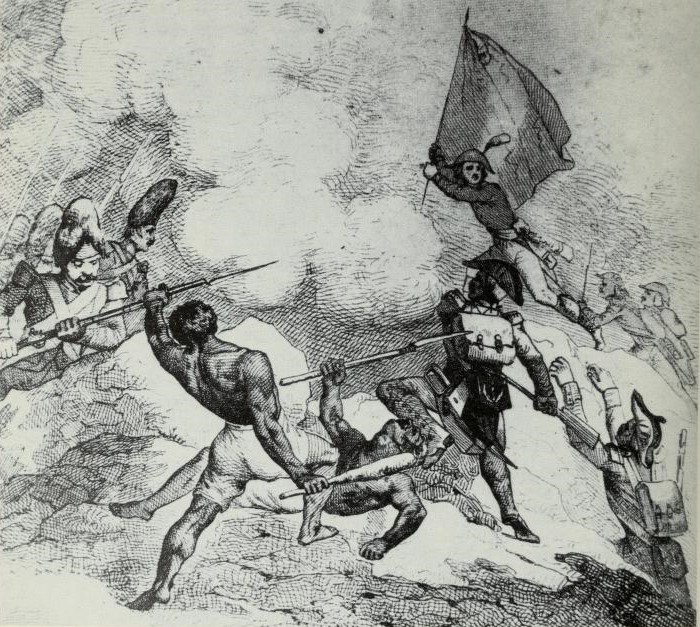
Anciens esclaves affranchis aidant les soldats français à reprendre le fort Fleur d'Épée aux Anglais en 1794.

Le 2 juin, les commissaires Victor Hugues et Pierre Chrétien débarquent au Gosier avec les troupes des généraux Cartier et Aubert. Ils organisent le soulèvement populaire contre les troupes britanniques : utilisant le décret du 4 février 1794 d’abolition de l’esclavage, Victor Hugues enrôle, en plus des soldats blancs, plus de 3 000 esclaves et hommes de couleur que l’on appellera les « sans-culotte noirs »,. Le 13 juin, Hugues fait une 1ère proclamation pour les noirs :
« La Convention nationale, par son décret du 4 février dernier, vous a accordé le plus grand des biens, la liberté. Elle nous a confié l'exécution de cette loi. Son intention, en brisant vos fers, a été de vous procurer une plus grande somme de bonheur, en vous faisant jouir de vos droits. Nous serions responsables envers la nation et l’humanité, si nous ne prévenions les désordres dont la malveillance des ennemis de la chose publique veut vous rendre victimes... »
Le 6 octobre, le général Graham capitule après de nombreuses batailles sanglantes où les Britanniques tentent de reprendre le contrôle des îles de Guadeloupe.

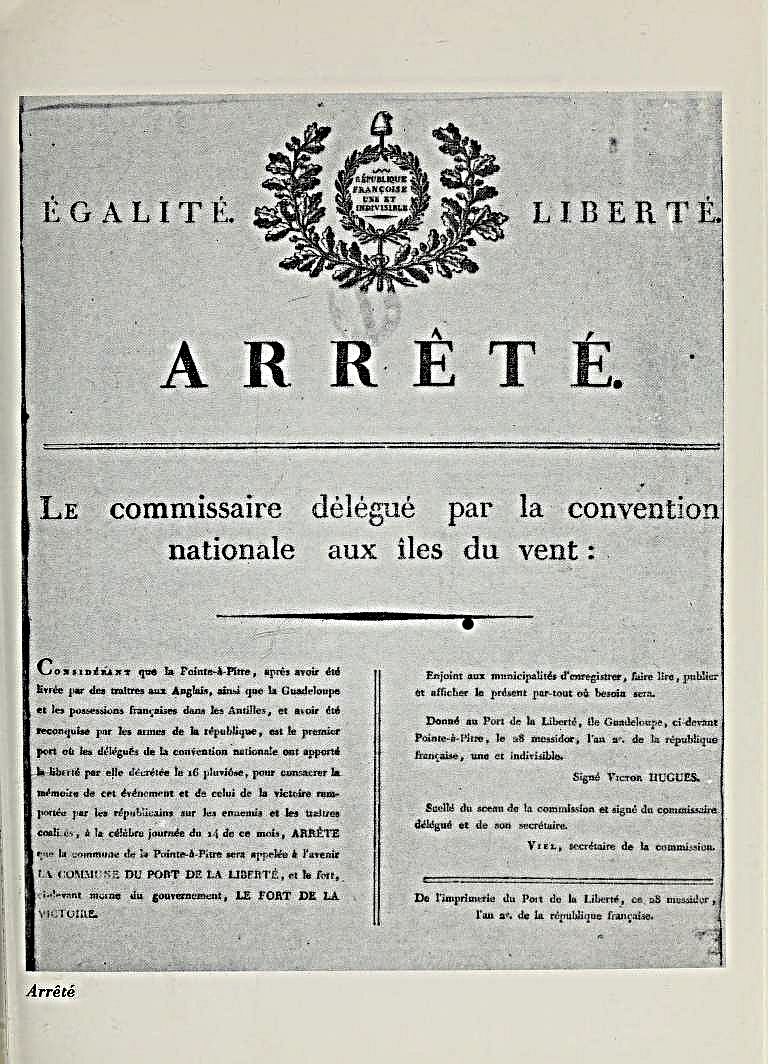
Pointe-à-Pitre rebaptisée « Port de la Liberté ».
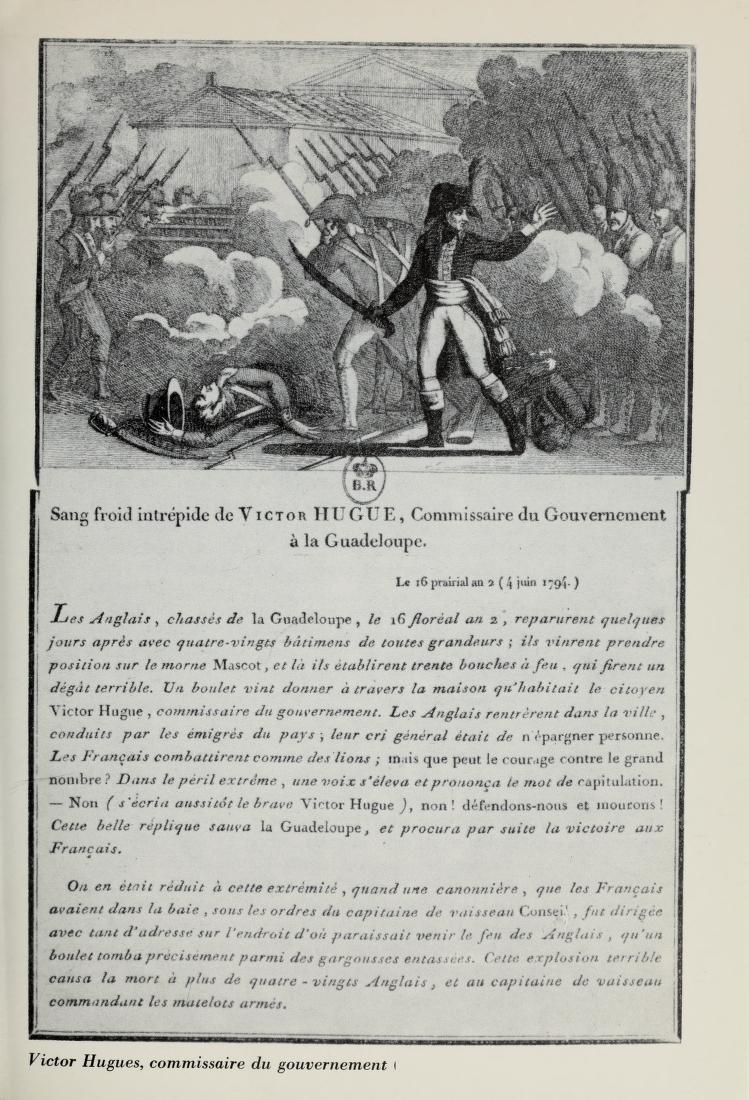
La reprise de la Guadeloupe. Gravure dans Histoire de la Guadeloupe, d'Auguste Lacour, 1857.
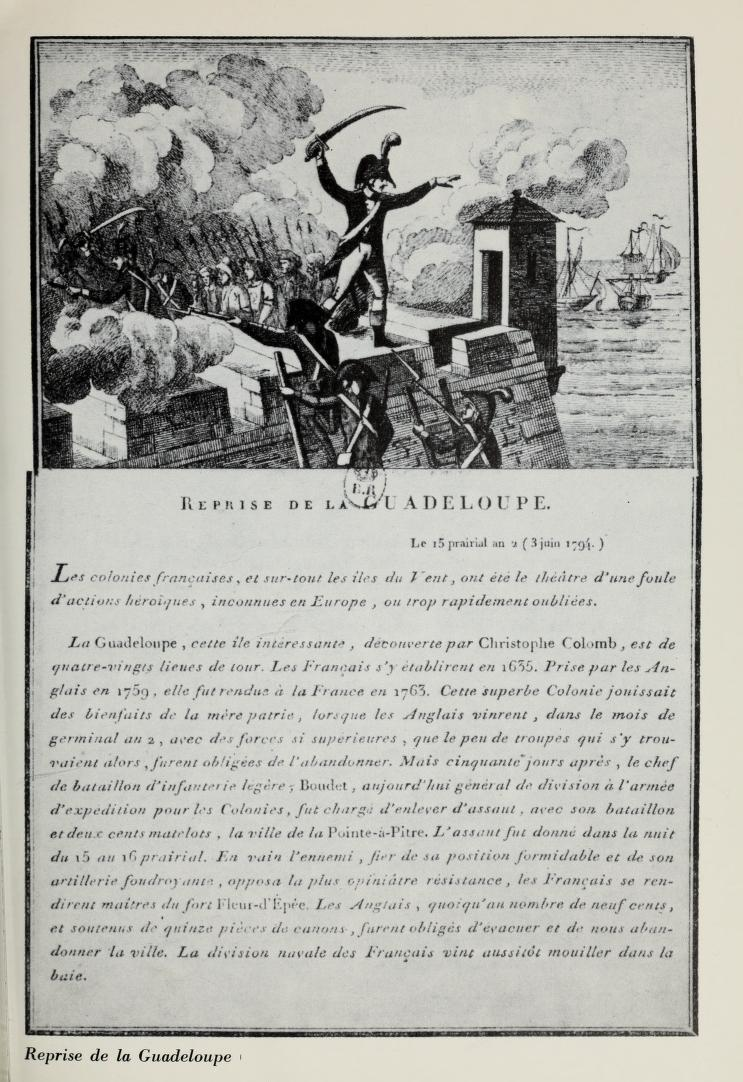
La reprise de la Guadeloupe.
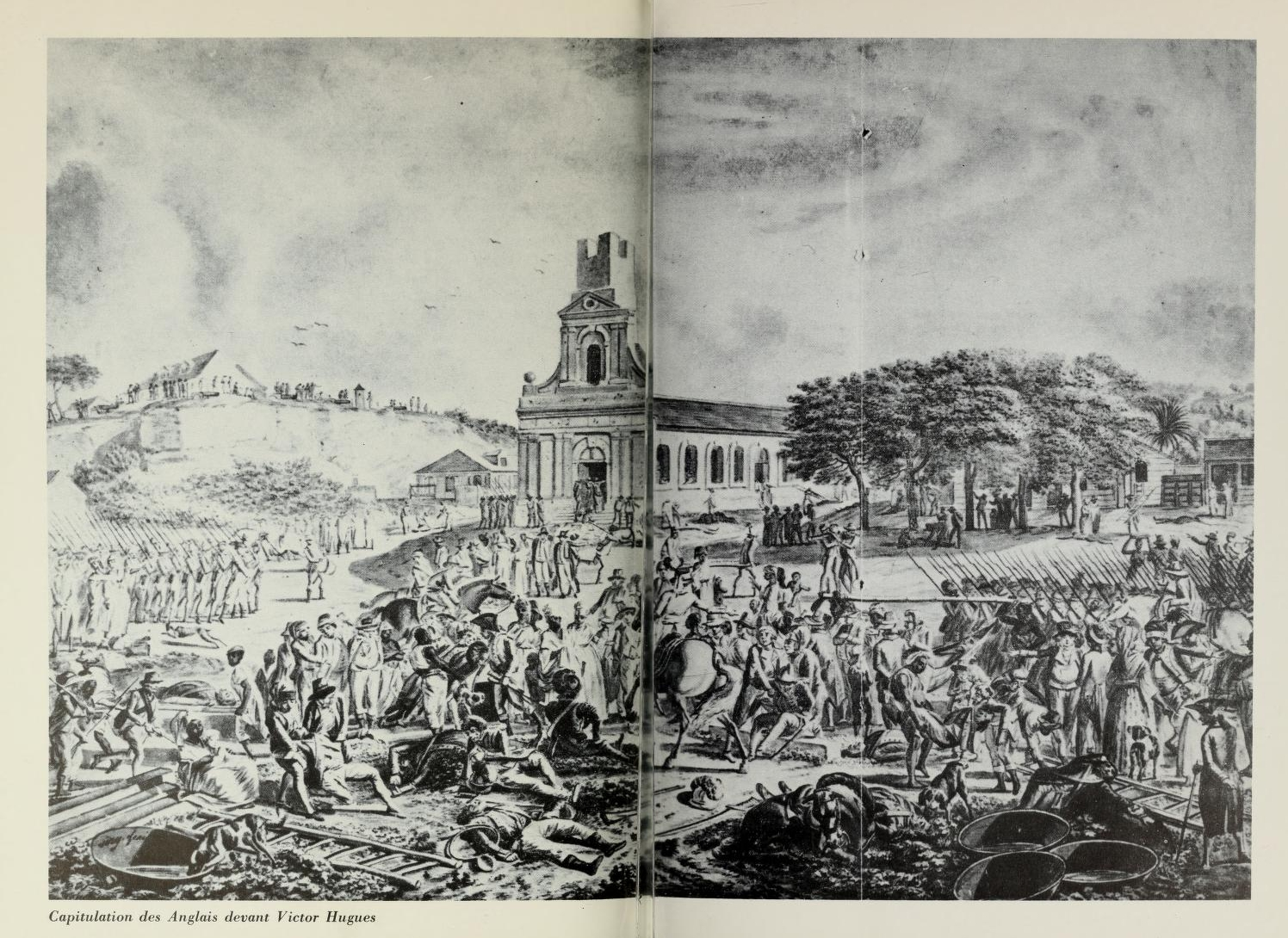
La capitulation des Britanniques face à Victor Hugues.

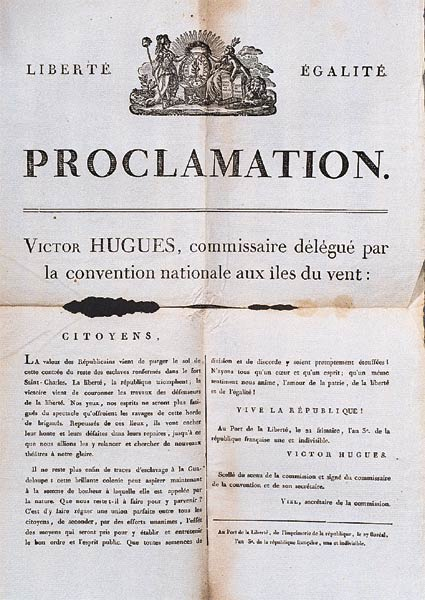
Proclamation de Victor Hugues du 11 décembre 1794, relative à l'abolition de l'esclavage en Guadeloupe.

La Guadeloupe libérée, Victor Hugues étend progressivement son action aux îles voisines, parmi lesquelles La Désirade le 17 juillet 1794, Marie-Galante le 27 octobre suivant.
Le 11 décembre 1794, les Britanniques ont complètement quitté les îles de la Guadeloupe, qui repasse aux mains de la France et de la Révolution. Victor Hugues y abolit l'esclavage le jour même.

### Libérateur et tyran
Quelques mois d'une paix relative règnent, acquise au prix de l'application de la Terreur et du travail forcé des anciens esclaves, période au cours de laquelle les royalistes sont pourchassés, des centaines de Blancs créoles guillotinés et leurs habitations réquisitionnées. Les libres de couleur qui avaient retardé sa victoire sur les Anglais sont aussi guillotinés.

En 1796, la Convention nationale est remplacée par le Directoire. Victor Hugues et Lebas, son adjoint, gardent leurs fonctions mais prennent le titre d'« agents du Directoire ». La paix approximative permet à Victor Hugues de se marier à Basse-Terre, cette même année, à la créole blanche Angélique Jacquin (1773-1806), fille d'un riche planteur. La dot s'élève alors à 600 000 livres (l'équivalent de 6 millions d'euros en 2025). De cette union naît à Basse-terre, en 1798, une fille, Amélie Hugues. Marie Jacquin, sa belle sœur, épousera en 1797, par son entremise, le général et futur comte de l'Empire, Auguste Paris.

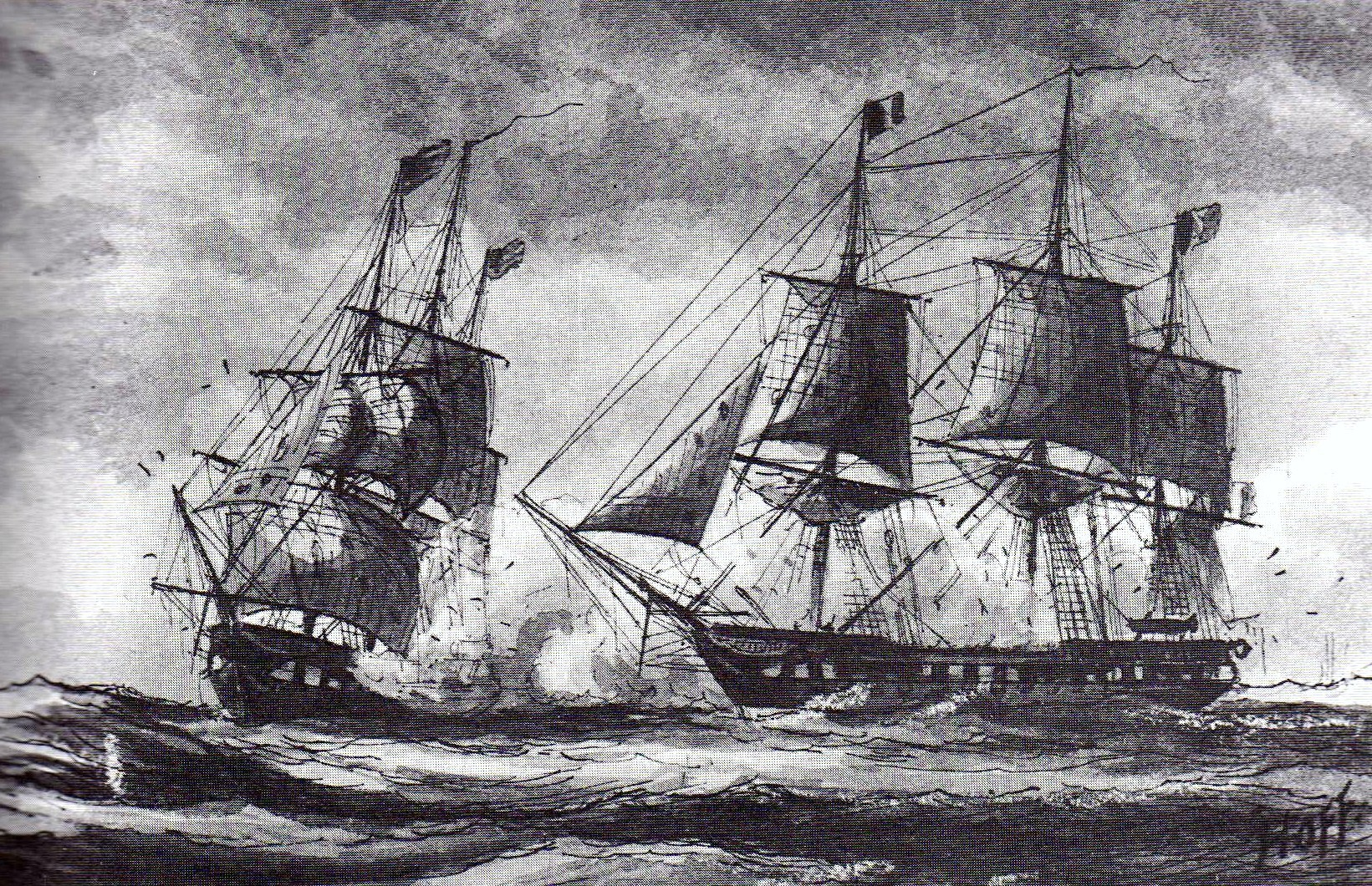
Un épisode de la quasi-guerre : la bataille entre l' et lInsurgente.

Les colonies reprises aux Britanniques, Victor Hugues organise la course contre les navires anglais, et même américains. Ponctionnant une part, cela lui rapporte beaucoup d'argent.
Par la suite, Il met la Guadeloupe en état de siège le 6 janvier 1798, car l'ordre public n'y est plus assuré. La métropole, en manque de sucre et de tabac, exige que l'économie de plantation se maintienne, mais les Békés envisagent une nouvelle fois de livrer les îles aux Britanniques. Aggravant la situation, la Soufrière entre en éruption le 22 avril. En mai, le commissaire Lebas doit rentrer en France pour des raisons de santé.
Le 5 juin 1798, il est invité à un banquet sur une frégate et est arrêté à la fin du repas afin d'être réexpédié en France. Le général Desfourneaux est nommé agent du Directoire en remplacement de Victor Hugues. Ce remplacement fait suite aux pressions des émigrés de Guadeloupe rentrés en France, et aux excès de l'administration mise en place par Hugues.
Le 22 novembre 1798, les généraux Pélardy et Desfourneaux arrivent en Guadeloupe. Le 2 janvier 1799, redevenu simple citoyen, Victor Hugues réside à Basse-Terre. Sa présence dans l'île gêne les nouveaux dirigeants qui parviennent par un subterfuge à le retenir sur un navire en rade de Basse-Terre et à le rapatrier en France contre son gré.

### Le rappel pour Cayenne

#### Une production coloniale à relancer

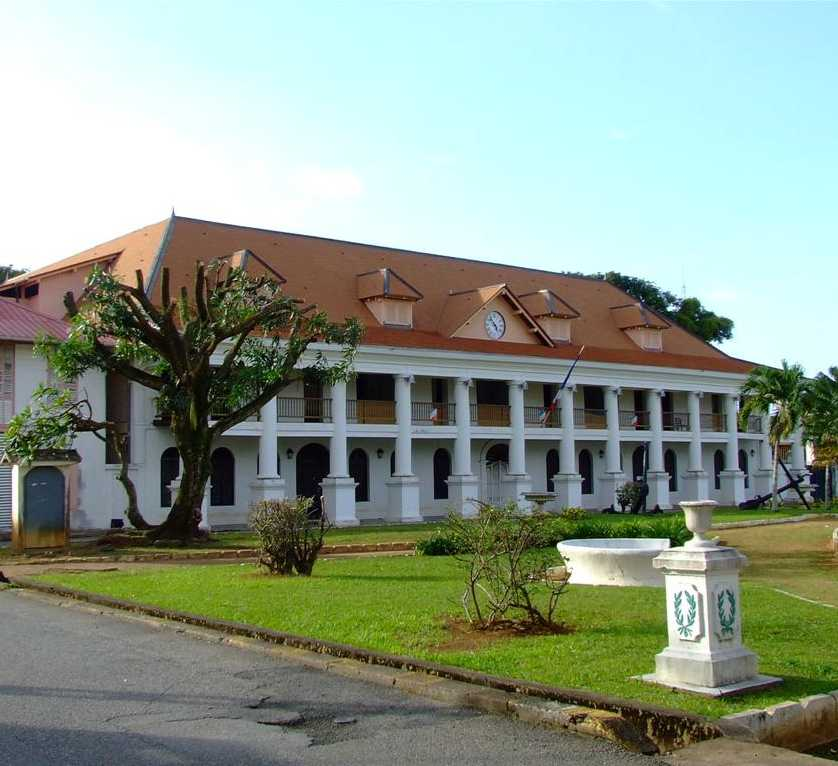
Hôtel préfectoral de la Guyane, ancien palais des gouverneurs.

Rentré à Marseille, avec sa femme et sa fille, Victor Hugues ne tarde pas à être rappelé par le Consulat. La Convention nationale avait misé sur lui en 1794 pour rétablir l’ordre à la Guadeloupe. Le Consulat fait de même pour la Guyane. Ainsi, Victor Hugues est nommé en 1799 agent du Directoire pour la Guyane. L'esclavage y est aboli depuis le décret du 4 février 1794, mais cela a entraîné une baisse de la productivité.
Le 6 janvier 1800, il fait son arrivée à Cayenne à bord de La Sirène. Usant des mêmes techniques qu'à la Guadeloupe, il remet en marche les industries locales et tient les planteurs sous sa coupe. Il établit le travail forcé.
Le 15 septembre 1801, naît à Cayenne la seconde fille du couple, Hersilie, suivie de Cornélie en 1803, et d'Adèle en 1806.

#### Le rétablissement de l'esclavage en Guyane
Dans un courrier de juin 1802, le ministre de la Marine, Denis Decrès, ordonne à Victor Hugues de considérer tous les Noirs qui arriveront à Cayenne comme des esclaves, afin de relancer la traite négrière.
De son côté, Victor Hugues fait supprimer les salaires versés par les propriétaires aux travailleurs libres, et force ces derniers à rester dans les habitations, sous le contrôle de commissaires de quartier autorisés à infliger des « punitions proportionnées aux fautes ». Dans un courrier du 12 octobre 1802, il confirme au ministre de la Marine que « L’esclavage et la traite des Noirs sont nécessaires dans la colonie », en prétextant que « La situation de ces malheureux est-elle donc plus heureuse en Afrique ». Il va même jusqu'à mentionner une pseudo-famine qui aurait touchée les nouveaux libres en raison de l'abolition.
Finalement, le 7 décembre 1802, les trois consuls, Bonaparte, Cambacérès et Lebrun, prennent un arrêté officialisant le rétablissement de l'esclavage en Guyane. Celui-ci prévoit que les anciens esclaves affranchis en 1794 soient « conscrits » (irrévocablement attachés au sol sur lequel ils travaillent), et que ceux arrivés après dans la colonie soient soumis aux dispositions du Code noir de 1685.
En janvier 1803, Victor Hugues déclare au ministre de la Marine avoir rétabli l’esclavage, et détruit des bandes de marrons des quartiers d’Approuague, Roura, Kourou, Sinnamary qui s’y trouvaient depuis 12 à 20 ans. 173 d’entre eux ont été remis à leurs anciens maîtres avec ordre de les enchaîner et de leur confier les travaux les plus durs. D'autres sont enfermés dans un bagne où ils sont attachés à la chaîne pour une période allant de trois à douze mois, Victor Hugues estimant que cette « mesure est préférable à leur traduction devant les tribunaux ».
Puis, dans une circulaire du 29 mai 1803, il incorpore les « conscrits » dans le régime des « esclaves », et autorisent leurs employeurs à les vendre à compter du 20 juin 1804. Il oblige également les affranchis de 1794 qui avaient acquis des propriétés « à rembourser à leurs anciens propriétaires le prix de leur liberté [...], faute de quoi ils seront rendus à leurs derniers propriétaires, ainsi que la propriété qu’ils auraient acquise ».
La traite négrière est également relancée. Le 18 janvier 1804, Victor Hugues va même jusqu'à monter une expédition pour rétablir la liaison de la Guyane avec le comptoir de traite des esclaves de Gorée. De 1803 à 1808, 1 311 captifs sont à nouveau importés (854 pour la seule année 1806).
Avec ses méthodes brutales, Victor Hugues réussit à développer l’agriculture : en 1809, 234 habitations, chiffre jamais atteint jusqu’alors, possèdent au moins 10 esclaves ; il fait remettre en culture les « terres basses », abandonnées depuis le début de la Révolution. Il a lui-même créé une importante habitation sur le canal de Torcy qu’il a fait creuser pour relier Cayenne au quartier de l’Approuague.

#### Invasion portugaise et disgrâce
En décembre 1808, en réponse à l'invasion du Portugal par les troupes napoléoniennes, 50 Anglais et 450 Portugais (dont 150 Amérindiens) venus du Brésil, attaquent le sud de la Guyane, où se trouve la plantation personnelle de Victor Hugues. Celui-ci décide d’incorporer dans les troupes coloniales cinq cents esclaves, mais ceux-ci passent du côté des assaillants qui leur promettent la liberté. Le 12 janvier 1809, Victor Hugues signe une capitulation et s’embarque pour la France avec 600 militaires, sans avoir combattu. Il est traduit devant un conseil de guerre, accusé d’avoir cédé devant l’ennemi pour protéger ses intérêts personnels. Malgré des témoignages accablants, le procès se solde par un acquittement et une simple mise à l’écart.

### Planteur esclavagiste en Guyane
Grâce à ses bonnes relations avec Talleyrand, Victor Hugues est renvoyé en mission en Guyane en 1814, afin de démarquer les limites entre la Guyane française et le Brésil.

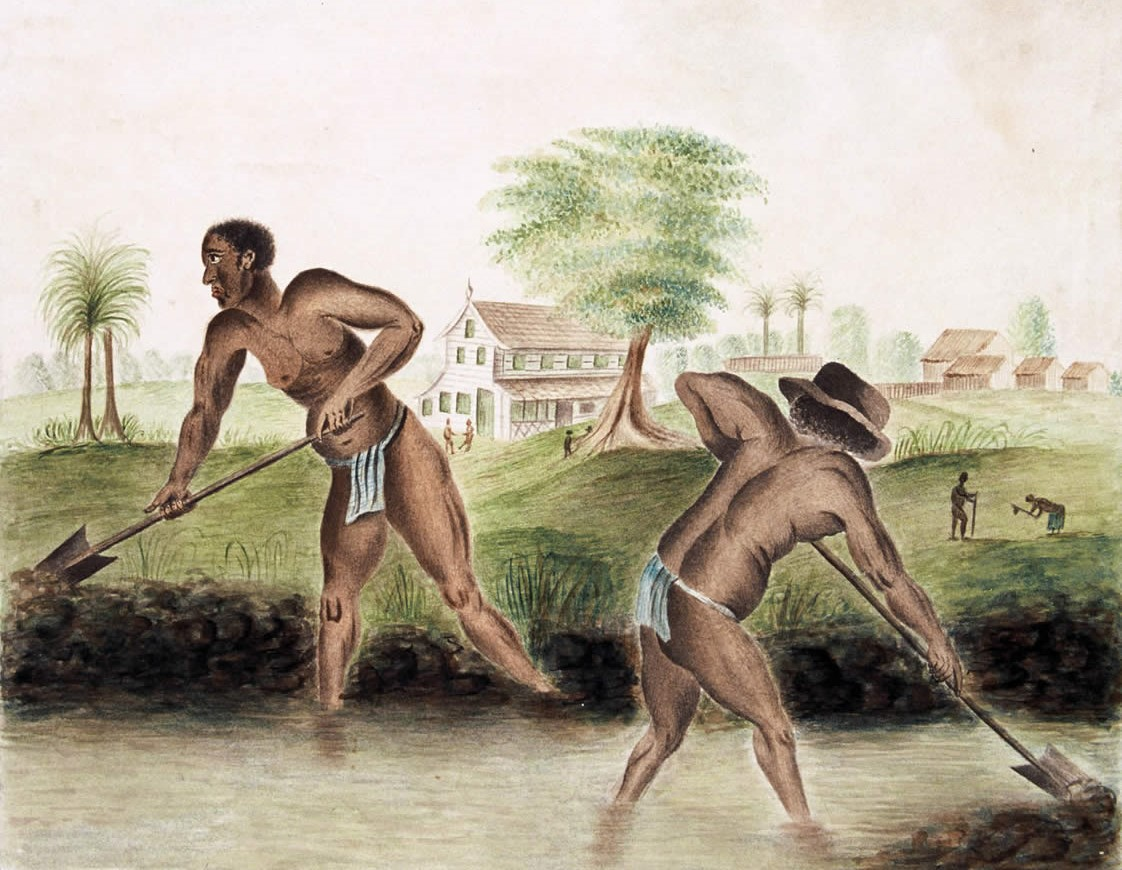
Esclaves creusant un canal en Guyane.

Il y poursuit ensuite ses activités de planteur sur son habitation dénommée « Quartier Général » et qui produit du sucre et du café près de Canal Torcy. Au moment de l'invasion portugaise de la Guyane en 1808, celle-ci compte 150 esclaves. Elle est ensuite mise sous séquestre par les occupants et en partie détruite, notamment sa « belle maison à étages, meublée à la française ». Lors de l'inventaire réalisé le 24 novembre 1817 en préambule à la restitution de son habitation, deux moulins à sucre y sont recensés, ce qui est exceptionnel à cette époque. Durant les trois années qui vont suivre, l'habitation de Victor Hugues semble retrouver une certaine prospérité. Dans un courrier adressé au directeur de l'Intérieur, il propose de la vendre au gouvernement pour la somme conséquente de 550 000 francs.
En 1822, son gendre Thomas Ferdinand Ronmy importe deux machines à vapeur pour faire fonctionner l'un des moulins. 200 esclaves sont alors présents sur l'habitation, dont la moitié est employée aux travaux des champs.
Victor Hugues meurt le 12 août 1826, affranchissant deux de ses esclaves.
Après la Révolution de 1848, de La Deuxième République abolit définitivement l'esclavage. Cette abolition s'accompagne toutefois de l'indemnisation des propriétaires esclavagistes par le contribuable français. Les filles de Victor Hugues, Cornélie et Hersilie, touchent ensemble la somme de 25 629 francs or,.

## Portrait
Ange Pitou, déporté à la Guyane après le coup d'État de fructidor, a rencontré Victor Hugues à Cayenne. Il en a laissé un portrait :

« Victor Hugues, originaire de Marseille, est entre deux âges, d'une taille ordinaire et trapue ; tout son ensemble est si expressif, que le meilleur de ses amis n'ose l'aborder sans effroi ; sa figure laide et plombée exprime son âme, sa tête ronde est couverte de cheveux noirs et plats qui se hérissent comme les serpents des Euménides dans la colère qui est sa fièvre habituelle : ses grosses lèvres, siège de la mauvaise humeur, le dispensent de parler, son front sillonné de rides élève ou abaisse ses sourcils bronzés sur ses yeux noirs, creux et tourbillonnants comme deux gouffres... Son caractère est un mélange incompréhensible de bien et de mal ; il est brave et menteur à l'excès, cruel et sensible, politique, inconséquent et indiscret, téméraire et pusillanime, despote et rampant, ambitieux et fourbe, parfois loyal et simple; son cœur ne mûrit aucune affection ; il porte tout à l'excès : quoi que les impressions passent dans son âme avec la rapidité de la foudre, elles y laissent toute une empreinte marquée et terrible ; il reconnaît le mérite lors même qu'il l'opprime : il dévore un esprit faible ; il respecte, il craint un adversaire dangereux dont il triomphe. La vengeance lui fait bien des ennemis. Il se prévient facilement pour et contre, et revient de même. L'ambition, l'avarice, la soif du pouvoir ternissent ses vertus, dirigent ses penchants, s'identifient à son âme ; il n'aime que l'or, veut de l'or, travaille pour et par l'or ; […]
Ces grandes passions sont soutenues par une ardeur infatigable, une activité sans relâche, par des vues éclairées, par des moyens toujours sûrs, quels qu'ils soient. Le crime et la vertu ne lui répugnent pas plus à employer l'un que l'autre, quoiqu'il en sache bien faire la différence. Crainte de lenteurs, il prend toujours avec connaissance de cause le premier moyen sûr que lui présente la fortune. Il s'honore de l'athéisme, qu'il ne professe qu'extérieurement. Au reste, il a un jugement sain, une mémoire sûre, un tact affiné par l'expérience : il est (...) administrateur sévère, juge équitable et éclairé quand il n'écoute que sa conscience et ses lumières. C'est un excellent homme dans les crises difficiles où il n'y a rien à ménager. Autant les Guadeloupéens et les Rochefortains lui reprochent d'abus de pouvoir et d'excès révolutionnaire que la bienséance et l'humanité répugnent retracer, autant les Anglais (j'en suis témoin) donnent d'éloges à sa tactique et à sa bravoure. »

Le baron de Laussat, gouverneur de la Guyane, a également brossé un portrait peu flatteur de Victor Hugues :
« L'homme dans tout ceci souverainement coupable, c'est ce vieux et incorrigible énergumène de Victor Hugues. Le nommer, c'est le peindre, c'est l'accuser... Sa jouissance est de dire du mal de l'univers. Aveugle, il sortait journellement de chez lui et allait régulièrement tenir ses assises sur la galerie de Paris et ensuite dans la boutique de Paul et enfin dans celle de Vatar... Il s'est souvent permis les sorties les plus indécentes contre les actes de l'autorité, souvent les discours les plus propres à compromettre tantôt le crédit du gouverneur auprès des blancs et tantôt la tranquillité publique auprès des gens de couleur. Effréné, véhément, imposteur, braillard, louant sans cesse son temps passé aux dépens du présent... ; une foule de discours incendiaires m'ont été rapportés. Il en tenait depuis plusieurs mois d'horribles contre M. de Charlemont à propos de ses procédés envers ses gendres en sa qualité de commandant du bataillon. Il proclamait son ingratitude 1 et tonnait contre lui. Il suscitait la haine de ses enfants et la nourrissait et l'allumait dans leur cœur ».

## Dans la littérature

### Roman
- Alejo Carpentier, El siglo de las Luces. Mexico, 1962. Le Siècle des Lumières (traduction française), Gallimard, 1962 ; édition de référence, coll. « Folio », 1995  (ISBN 2-07-036981-1)
- Ernest Capendu, L'hôtel de Niorres T2: Le roi des gabiers." Victor Hugues est un des personnages du roman. Ernest Capendu nous le montre d'abord en mai 1794 commandant d'une petite flotte de guerre forçant le blocus anglais devant le goulet de Brest. Sa mission est de "faire voile pour les Antilles, afin d'aller là-bas relever le pavillon de la France que l'Angleterre a osé abattre". Plus loin on retrouve Victor Hugues en Guadeloupe à la tête de 500 soldats français boutant une armée de 1800 anglais hors de l'île...
- Serge Patient, Le Nègre du gouverneur, chronique coloniale. Honfleur, 1972. Cayenne, Ibis rouge, 2001.
- James Michener, Caraïbes[25], 1990, Presses de la Cité.

### Théâtre
- La Mission : pièce d'Heiner Müller aux éditions de Minuit (1979)La Mission, souvenir d'une révolution (Der Auftrag) reprend des thèmes de la nouvelle d'Anna Seghers La Lumière sur le gibet, notamment la première tentative d'abolition de l'esclavage aux Antilles après la Révolution française.

#### Sources primaires
- Victor Hugues, Introduction au Code Civil modifié à la Guyane française : Ordonnance coloniale du Ier Vendémiaire an XIV (23 septembre 1805), Cayenne, Imprimerie du Roi, 1822, 8 p. (lire en ligne)

#### Ouvrages
- Georges Comte de Sainte-Croix de la Roncière, Victor Hughes : le conventionnel, Paris, coll. « Grandes figures coloniales I », 1932, 327 p. (OCLC 491813859, lire en ligne)
- Henri Adolphe Lara, Contribution de la Guadeloupe à la pensée française : 1635-1935, Paris, éditions Jean Crès, 1936, 301 p. (lire en ligne), p. 52 à 58
- Michel Rodigneaux (préf. Patrick Villiers), Victor Hugues : L'ambition d'entrer dans l'Histoire, Paris, éditions SPM, coll. « Kronos » (no 101), 2017, 608 p. (ISBN 9782917232613, OCLC 985347372, BNF 45261270, LCCN 2017422777)

#### Articles
- « La Révolution française aux Antilles, Victor Hugues et la Caraïbe » par Jean Benoist et Hubert Gerbeau, publié dans la revue Caribena, Cahiers d'études américanistes de la Caraïbe, Martinique, no 3, 1993, p. 13-36
- « Réalités du marronnage en Guyane sous le gouvernement de Victor Hugues : le cas de la grande chasse aux Marrons de la Comté (1802-1808) » sur Manioc
- « L'impact théorique et pratique du décret et sa prospérité (1794-1802-1848) » sur Manioc
- « L'abolition de 1794 : regards croisés des outre mers » sur Manioc
- Fábio Ferreira, "A política externa joanina e a anexação de Caiena: 1809-1817" in Revista Tema Livre